# Bau (mitologia)

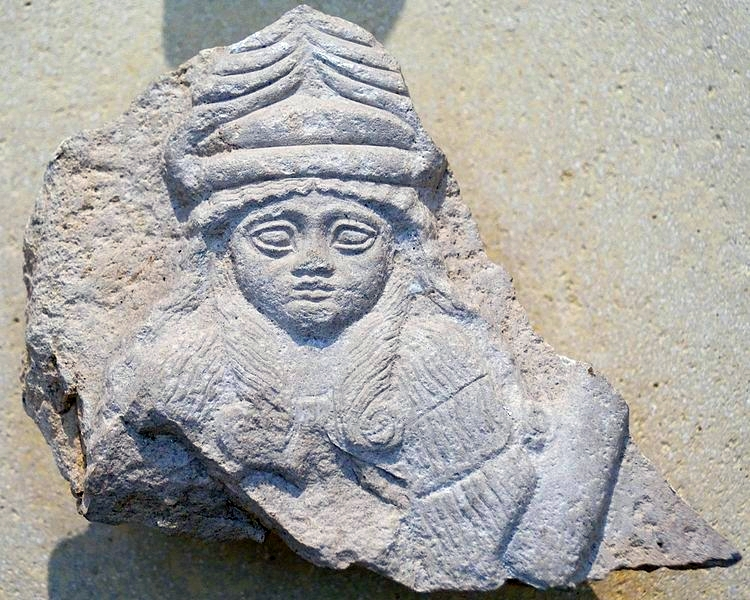
Rilievo di una dea, forse Bau, risalente al periodo neosumerico. Rinvenuto nell'antica città di Giršu è oggi conservato al Museo del Louvre di Parigi.

Bau o forse più correttamente Baba (d ba-ba, d ba-ba6; successivamente d ba-bu) è una delle più antiche dee sumere, il cui culto risulta pressoché esclusivo della città di Lagaš e del territorio da questa controllato.

## Attributi
È sposa di Ningirsu (Signore di Giršu) o anche di Zababa. E-Tarsirsir è il tempio a lei dedicato a Giršu e E-urukuga quello di Lagaš. Risulta figlia del dio Cielo, An, e madre di due divinità maschili, Ig-alima e Šul-šagana, e di sette divinità minori femminili. In quanto dea della fertilità è "Signora dell'Abbondanza" (SAL.šág.ga).
Nel periodo paleobabilonese è identificata con la dea guaritrice Ninsinna e con la dea dell'amore Inanna.